# Tropidia angulosa
Tropidia angulosa är en orkidéart som först beskrevs av John Lindley, och fick sitt nu gällande namn av Carl Ludwig von Blume. Tropidia angulosa ingår i släktet Tropidia och familjen orkidéer. Inga underarter finns listade i Catalogue of Life.